# Тали (Шипуновський район)
Тали́ (рос. Талы) — селище у складі Шипуновського району Алтайського краю, Росія. Входить до складу Первомайської сільської ради.

## Населення
Населення — 18 осіб (2010; 60 у 2002).
Національний склад (станом на 2002 рік):
- росіяни — 98 %